# Burak Demirboğa
Burak Demirboğa (* 7. Juni 1996 in Kocaeli) ist ein türkischer Eiskunstläufer, der im Einzellauf antritt. Er ist sechsmaliger türkischer Meister.

## Persönliches
Burak Demirboğas Vater betrieb die Cafeteria der lokalen Eissporthalle. So weckte der Sport das Interesse von Ali Demirboğa, Burak Demirboğas sechs Jahre älterem Bruder. Er wurde Eiskunstläufer und ist der Türkische Meister der Jahre 2010 bis 2014. Burak Demirboğa nennt seinen Bruder als sein wichtigstes Vorbild. Er bewundert außerdem Jewgeni Pljuschtschenko für seine Technik sowie für sein Showtalent. Nach seiner Wettkampfkarriere möchte Demirboğa Trainer werden.
Burak Demirboğa spielt neben dem Eiskunstlauf auch Eishockey.

## Sportliche Karriere
Burak Demirboğa begann 2002 im Alter von fünf Jahren mit dem Eiskunstlauf.
An den Türkischen Meisterschaften 2016 nahm Ali Demirboğa zum letzten, Burak Demirboğa zum ersten Mal teil. In diesem Jahr standen beide Brüder auf dem Podium: Ali Demirboğa gewann die Silbermedaille, Burak Demirboğa die Bronzemedaille. Ali Demirboğa entwickelt heute Choreografien für seinen Bruder.
Im folgenden Jahr gewann Burak Demirboğa bei den Türkischen Meisterschaften die Silbermedaille, in den darauf folgenden Jahren sechsmal in Folge die Goldmedaille. In der Saison 2017/18 nahm Demirboğa zum ersten Mal an den Europameisterschaften 2018 und an den Weltmeisterschaften 2018 teil und belegte den 23. bzw. 28. Platz. Auch in den folgenden Jahren qualifizierte er sich für beide Meisterschaften; die Platzierungen aus seiner ersten Saison blieben seine höchsten. Bei der Budapest Trophy gewann er 2020 die Silbermedaille.

## Ergebnisse
| Meisterschaft / Saison               | 10/11 | 11/12 | 12/13 | 13/14 | 14/15 | 15/16 | 16/17 | 17/18 | 18/19 | 19/20 | 20/21 | 21/22 | 22/23 |
| ------------------------------------ | ----- | ----- | ----- | ----- | ----- | ----- | ----- | ----- | ----- | ----- | ----- | ----- | ----- |
| Weltmeisterschaften                  |       |       |       |       |       |       |       | 28.   | 30.   | –     |       | 28.   | 28.   |
| Europameisterschaften                |       |       |       |       |       |       |       | 23.   | 28.   | 24.   |       | 23.   | 20.   |
| Türkische Meisterschaften            |       |       |       |       |       | 3.    | 2.    | 1.    | 1.    | 1.    | 1.    | 1.    | 1.    |
| Challenger-Serie + Sonstige / Saison | 10/11 | 11/12 | 12/13 | 13/14 | 14/15 | 15/16 | 16/17 | 17/18 | 18/19 | 19/20 | 20/21 | 21/22 | 22/23 |
| Budapest Trophy                      |       |       |       |       |       |       |       |       |       |       | 2.    |       |       |
| Ice Challenge                        |       |       |       |       |       |       |       |       |       |       |       | 14.   |       |
| Golden Spin of Zagreb                |       |       |       |       |       |       |       |       |       |       |       | 17.   |       |
| Nebelhorn Trophy                     |       |       |       |       |       |       |       | 22.   |       | 9.    | 10.   | 9.    |       |
| Ondrej Nepela Trophy                 |       |       |       |       |       |       |       | 12.   | 9.    |       |       |       | Z     |
| Challenge Cup                        |       |       |       |       |       |       |       |       |       |       | 6.    |       |       |
| Universiade                          |       |       |       |       |       |       |       | 21.   |       |       |       |       |       |
| Juniorenwettbewerb / Saison          | 10/11 | 11/12 | 12/13 | 13/14 | 14/15 | 15/16 | 16/17 | 17/18 | 18/19 | 19/20 | 20/21 | 21/22 | 22/23 |
| Junior Grand Prix Österreich         |       | 21.   |       |       |       |       |       |       |       |       |       |       |       |
| Junior Grand Prix Kroatien           |       |       |       |       | 23.   |       |       |       |       |       |       |       |       |
| Junior Grand Prix Tschechien         |       |       |       | 20.   |       |       |       |       |       |       |       |       |       |
| Junior Grand Prix Türkei             |       |       | 18.   |       |       |       |       |       |       |       |       |       |       |
| EYOF                                 | 13.   |       |       |       |       |       |       |       |       |       |       |       |       |
| Crystal Skate of Romania             |       |       | 10.   |       |       |       |       |       |       |       |       |       |       |
| Denkova-Staviski Cup                 |       |       |       | 7.    |       |       |       |       |       |       |       |       |       |
| Hellmut Seibt Memorial               |       |       |       | 16.   |       |       |       |       |       |       |       |       |       |
| Istanbul Cup                         |       | 3.    |       |       |       |       |       |       |       |       |       |       |       |
| Sarajevo Open                        |       |       |       | 3.    |       |       |       |       |       |       |       |       |       |
| Triglav Trophy                       | 10.   | 12.   | 6.    |       |       |       |       |       |       |       |       |       |       |